# طواف إسبانيا 1946
طواف إسبانيا 1946 هو سباق دراجات هوائية أقيم بتاريخ 7 – 30 مايو، تكون السباق من 21 مرحلة وامتدّ لمسافة 3836 كم بسرعة 27.96 كم/س، استغرق السباق 137 ساعة 10 دقيقة 38 ثانية. فاز به الإسباني دالماثيو لانغاريكا وحلّ ثانيا خوليان بيرينديرو.

## الترتيب
| م                     | الدرّاج             | البلد   | الزمن                      |
| --------------------- | ------------------ | ------- | -------------------------- |
| الفائز بالترتيب العام | دالماثيو لانغاريكا | إسبانيا | 137 ساعة 10 دقيقة 38 ثانية |
| الثاني                | خوليان بيرينديرو   | إسبانيا |                            |
| التسلق                | إيميليو رودريغيث   | إسبانيا | -                          |